# Cyparium lescheni
Cyparium lescheni (лат.) — вид жуков-челновидок (Scaphidiinae) рода Cyparium из семейства жуков-стафилинид. Бразилия.

## Описание
Мелкие жесткокрылые: длина тела от 2,07 до 2,35 мм. От близких видов отличаются следующими признаками: гипомерон, метавентриты и интеркоксальные пластинки с бороздчатой микроскульптурой; метавентрит грубо пунктирован над межтазовыми пластинками. Тергит VIII у самцов треугольный; отверстия эдеагуса при виде сверху образуют острый угол; внутренний мешок с каплевидными склеритами. Тергит VIII самок с задним впячиванием; дистальные гонококситы самок прямые и толстые. Блестящие, коричневато-чёрные, лапки светлее. Надкрылья покрывают все сегменты брюшка, кроме нескольких последних. Формула члеников лапок: 5—5—5. Микофаги, собраны на грибах Psathyrella candolleana (Агариковые, Псатирелловые), Псатирелла, Шампиньон, A. dulcidulus , A. sylvaticus и Энтолома (Agaricales, Энтоломовые).

## Таксономия и этимология
Вид был впервые описан в 2022 году и назван в честь энтомолога Dr Richard A.B. Leschen (New Zealand Arthropod Collection) за его крупный вклад в изучение жуков-челновидок Scaphidiinae.